# Piaristengymnasium (Budapest)
Das Piaristengymnasium (ungarisch Piarista Gymnázium) ist ein traditionsreiches Gymnasium in Budapest, das seit 1717 besteht. Es befindet sich zwischen Váci utca und Március 15. tér unweit der Innerstädtischen Pfarrkirche im V. Bezirk der Stadt.

## Geschichte
Im Jahr 1717 ließen sich die Piaristen auf Einladung der Stadt in Pest nieder, mit dem Ziel ein Gymnasium zu gründen. Im ersten Schuljahr wurden bereits 155 Schüler in zwei Zimmern eines Gebäudes hinter dem Chor der Innerstädtischen Pfarrkirche unterrichtet. Später wurde das gerade für die Jesuiten in Bau befindliche Schulgebäude in der heutigen Galamb utca aufgekauft. Zunächst wurde in lateinischer Sprache mit den Schulfächern parva, principia, grammatica, syntaxis, rhetorica und poetica unterrichtet. Ab 1743 kam Philosophie hinzu.
Im Zuge der städtebaulichen Umgestaltung der Stadt um die Jahrhundertwende begann 1913 der Bau des heutigen Schulgebäudes nach Plänen von Dezső Hültl, das 1917 fertiggestellt wurde. Nach dem Zweiten Weltkrieg und der Machtübernahme der Kommunisten wurde nach einer Schulreform auch eine Grundschule gegründet. Im Jahr 1948 wurden alle Schulen verstaatlicht und das Piaristengymnasium erhielt den Namen Ady Endre Gymnasium.
Zwei Jahre später wurde es den Piaristen wieder erlaubt zu unterrichten, und das Piaristengymnasium nahm wieder seinen Betrieb auf. Im Jahr 1953 musste das Gymnasium aus dem Gebäude in ein kleineres am Mikszáth tér umziehen. Fortan diente das ehemalige Schulgebäude als Sitz der Philosophischen Fakultät der Eötvös-Loránd-Universität. Nach der politischen Wende verließ 2005 die Universität das Gebäude wieder. Nach grundlegender Renovierung beherbergt es nun wieder das Piaristengymnasium.

## Bekannte ehemalige Schüler
- József Antall (1932–1993), Ministerpräsident
- Péter Erdő (* 1952), Erzbischof von Esztergom-Budapest
- Lázár Mészáros (1796–1858), Kriegsminister
- Franz Lehár (1870–1948), Komponist
- Károly Lotz (1833–1904), Maler
- István Örkény (1912–1979), Schriftsteller
- János Pilinszky (1921–1981), Dichter
- István Széchenyi (1791–1860), Staatsreformer
- Antal Szerb (1901–1945), Schriftsteller
- Pál Teleki (1879–1941), Ministerpräsident
- Mihály Vörösmarty (1800–1855), Dichter